# Haute-Californie
Pour les articles homonymes, voir Californie (homonymie).
1804–1836
Entités précédentes :
- Les Californies

Entités suivantes :
- Département des Californies

La Haute-Californie, en espagnol : Alta California, est une province de l'Empire colonial espagnol constituée en 1804 par division de la province de Californie (Californias), partie de la vice-royauté de Nouvelle-Espagne (1535-1821).
En 1821, la Haute-Californie devient une partie du Mexique devenu indépendant. Dotée d'une grande autonomie, la province connait une forte agitation politique avec plusieurs insurrections et révolutions.  
En 1848, en conséquence de la guerre de 1846-1848, le Mexique la cède aux États-Unis, ainsi que les autres territoires situés au nord du Rio Grande. 
Son territoire est aujourd'hui réparti entre les États américains de Californie, du Nevada, de l'Utah ainsi que la partie nord de l'Arizona et le sud-ouest du Wyoming.

## Histoire

### Contexte: Nouvelle-Espagne (1521) et province de Californie (1768)
La colonie de Nouvelle-Espagne (capitale : Mexico) date de 1521, année de la conquête de l'Empire aztèque par Hernán Cortés. Cette colonie devient le siège d'une vice-royauté en 1535, dont le ressort s'étendra d'Hispaniola au Venezuela et aux Philippines. 
La colonisation des régions de « Californie » est plus tardive, notamment dans les régions situées au nord de l'embouchure du Colorado : la province de Californie n'est constituée qu'en 1768 et sa capitale Monterey n'est fondée qu'en 1770. 
Cette région est peu peuplée. Des missions catholiques y sont établies au cours des décennies suivantes.

### La division de la Californie espagnole (1804)
En 1804, la province est divisée par une ligne séparant le territoire des missions franciscaines au nord et celui des missions dominicaines au sud. La partie sud devient la Basse-Californie ou « Vieille-Californie » (California Vieja) et la partie nord devient la Haute-Californie ou « Nouvelle-Californie », dont la capitale reste à Monterey.
En 1819, le traité d'Adams-Onís entre l'Espagne et les États-Unis fixe sa frontière nord au 42e parallèle : l'Espagne abandonne toute prétention sur l'Oregon Country. 

### La Haute-Californie dans le Mexique indépendant (1821)

Carte des premiers sites aurifères (1814-1843) de Haute-Californie, antérieurs à la ruée vers l'or de 1848.
Zone des missions franciscaines en Haute-Californie
Province mexicaine de Californie entre 1824 et 1848
Territoire du Mexique entre 1824 et 1848

En 1821, à la suite de l'indépendance du Mexique, elle devient un des États fédérés composant le nouvel État. 
Sa population d'environ 3 200 colons est faible, comparée à celle des autres États du pays. Elle se concentre surtout sur le littoral sud-ouest, entre Los Angeles et San Diego, essentiellement dans les vingt et une missions fondées depuis 1768.
Région autonome, elle dispose de son propre gouvernement régional. Contrairement aux autres États, la Haute-Californie jouit d'une grande autonomie et évolue en fait en dehors du Mexique fédéral. La Haute-Californie est dirigée par un gouverneur choisi par les dirigeants fédéraux de la région[pas clair]. En vertu de l'autonomie de la Haute-Californie, le gouverneur a un pouvoir sans limites et un statut de quasi chef d'État.
La Haute-Californie est dirigé par des gouverneurs en chef qui sont également commandant en chef des armées du territoire. Depuis sa création, la région est dirigée par des gouverneurs conservateurs qui, souvent, se disputent le pouvoir. 

### La période des troubles politiques (1828-1846)
Cet état des choses est mal vu par les Californiens, dont le mécontentement apparaît à travers la révolte de la garnison de Monterey en 1828 contre le gouverneur Manuel Victoria (en), au pouvoir depuis 1825. Le gouverneur est rejeté par tous, y compris les grandes familles qui avaient jusqu'alors soutenu son régime. 
En novembre 1831, une insurrection dirigée par les nobles s'empare provisoirement de Los Angeles et de San Diego.
En 1832, le Mexique ordonne la dissolution des missions et le partage de leurs terres, qui vont plus souvent aux colons qu’aux Indiens. La vente de ces vastes territoires, appelés ranchos, qui étaient jusqu’alors inhabités, intéresse de nouveaux colons. Ces possessions sont surtout utilisées pour l’élevage du bétail par les rancheros, leurs dirigeants, qui sont aidés par les convertis amérindiens des missions. Une élite se forme parmi ces rancheros, qui prend rapidement de l’importance au sein de la province autonome.
En 1836 éclate la  « révolution » menée par Juan Bautista Alvarado. Celui-ci prend le contrôle de la capitale et fait déporter la plupart des officiels, tandis qu’il proclame l’indépendance et la souveraineté de la Californie. Cependant, il ne refuse pas le poste de gouverneur offert par le Mexique en 1837. En 1842, Alvarado, haï dans la population du fait de son comportement despotique, est destitué. Lui succède le général Andrés Pico qui ne tarde pas à se comporter comme lui.
En 1845, le gouverneur en chef, Manuel Micheltorena (en), est destitué par l'armée. Son successeur, le général José Castro, est contesté par la majorité conservatrice qui se révolte dans le Sud. La révolte, partie de San Luis Obispo, était régie par l'ancien gouverneur Pio Pico, qui renverse Castro. Ce dernier se réfugie dans le Nord et conteste la politique conservatrice.

### La république de Californie (1846)
Au printemps 1846, les habitants de la Haute-Californie se rebellent à nouveau et placent Don Mariano Guadalupe Vallejo, un Californien d’origine, à la tête du pays.
Le 14 juin 1846, les indépendantistes prennent la ville de Sonoma, mettent fin au gouvernement régional et proclament l'indépendance.
La province est dissoute et remplacée par la brève république de Californie.

### L'incorporation aux États-Unis (1848)
En 1846, les États-Unis et le Mexique entrent en guerre. Le Mexique a rapidement le dessous. 
Par le traité de Guadalupe Hidalgo, du 2 février 1848, le Mexique cède la Haute-Californie aux États-Unis, en même temps que les autres territoires qu'il détient au nord du Rio Grande.

## Liste des gouverneurs de la Haute-Californie
- José Joaquín de Arrillaga (1804-1814)
- José Darío Argüello  (1814-1815)
- Pablo Vicente de Solá (en) (1815-1818)
- Luis Antonio Argüello (en) (1818-1825)
- Manuel Victoria (en) (1825-1831)
- Pío de Jesus Pico (1831-1835)
- José Castro (1835-1836)
- Juan Bautista Alvarado (1836-1842)
- Andrés Pico (1842-1843)
- Manuel Micheltorena (en) (1843-1845)
- Pío de Jesus Pico (1845-1846)
- Mariano Guadalupe Vallejo (1846)